# Caritas der Erzdiözese Wien
Die Caritas der Erzdiözese Wien ist eine soziale Hilfsorganisation der römisch-katholischen Kirche im österreichischen Bundesland Wien und dem östlichen Niederösterreich. Sie ist Teil der Caritas Österreich, aber eine eigenständige Institution und untersteht dem Erzbischof der Erzdiözese Wien.

## Organisation
Die Caritas der Erzdiözese Wien umfasst Wien und die östliche Hälfte von Niederösterreich. Insgesamt sind bei der Caritas Wien und Niederösterreich Ost 5.948 Angestellte und 15.638 Freiwillige tätig. Als Direktoren fungieren seit 2023 Alexander Bodmann und Klaus Schwertner.

## Aufgaben
Die Caritas Wien und Niederösterreich Ost bietet Hilfe in folgenden Bereichen an:

### Beratung und Nothilfe

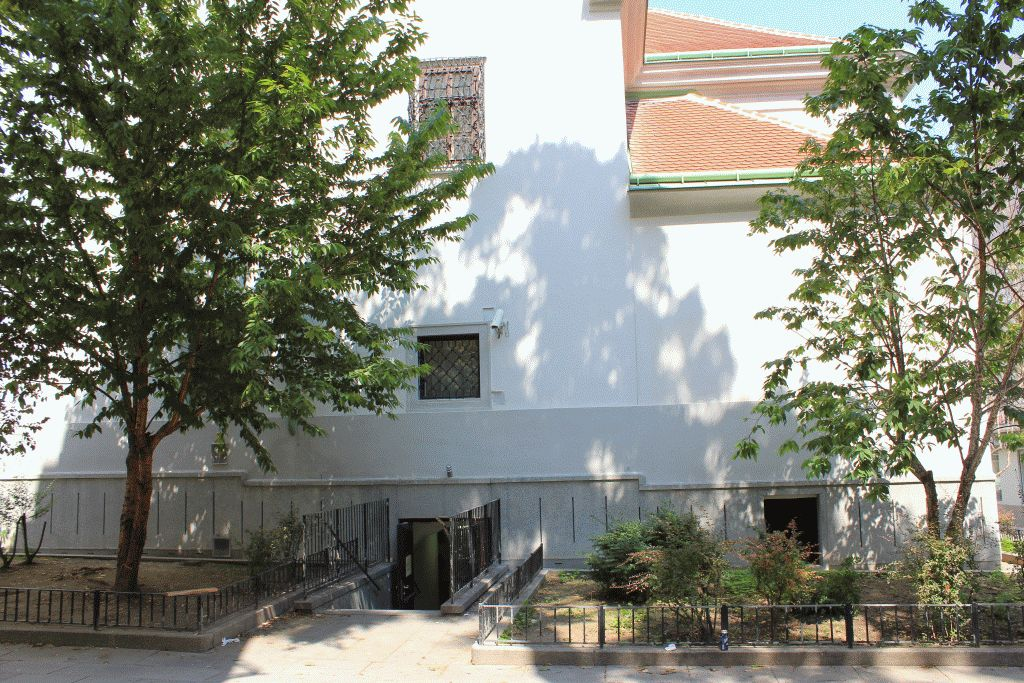
Eingang zur Notschlafstelle Gruft

Im Bereich „Beratung und Nothilfe“ gibt es die Schwerpunkte:
- Soziale und finanzielle Notlagen: Dies umfasst vor allem Information über die soziale Landschaft in Wien und Niederösterreich, die Weitervermittlung an zuständige öffentliche Stellen sowie die Hilfe bei der Erarbeitung eines Haushaltsplanes. Ebenso kostenlos und auch mehrsprachig ist die Beratung von Menschen mit Migrationshintergrund oder von obdachlosen EU-Bürgern über Notversorgungsangebote (Essen, Kleidung, medizinische Versorgung).

- Notschlafstellen: In Kooperation mit dem Fonds soziales Wien betreibt die Caritas Wien die zentrale Erstanlaufstelle für wohnungslose Menschen in Wien. Hier sind alle Nachtnotquartiersbetten erfasst, sodass akut wohnungslose Menschen auf freie Plätze vermittelt werden können. Daneben helfen Sozialarbeiter bei der Abklärung finanzieller Ansprüche. Von der Caritas Wien werden auch Notschlafstellen für Frauen, Männer und Kinder betrieben (Haus Miriam, JUCA, Gruft, Rupert Mayer Haus, Vinzenzhaus, a_way).[3]

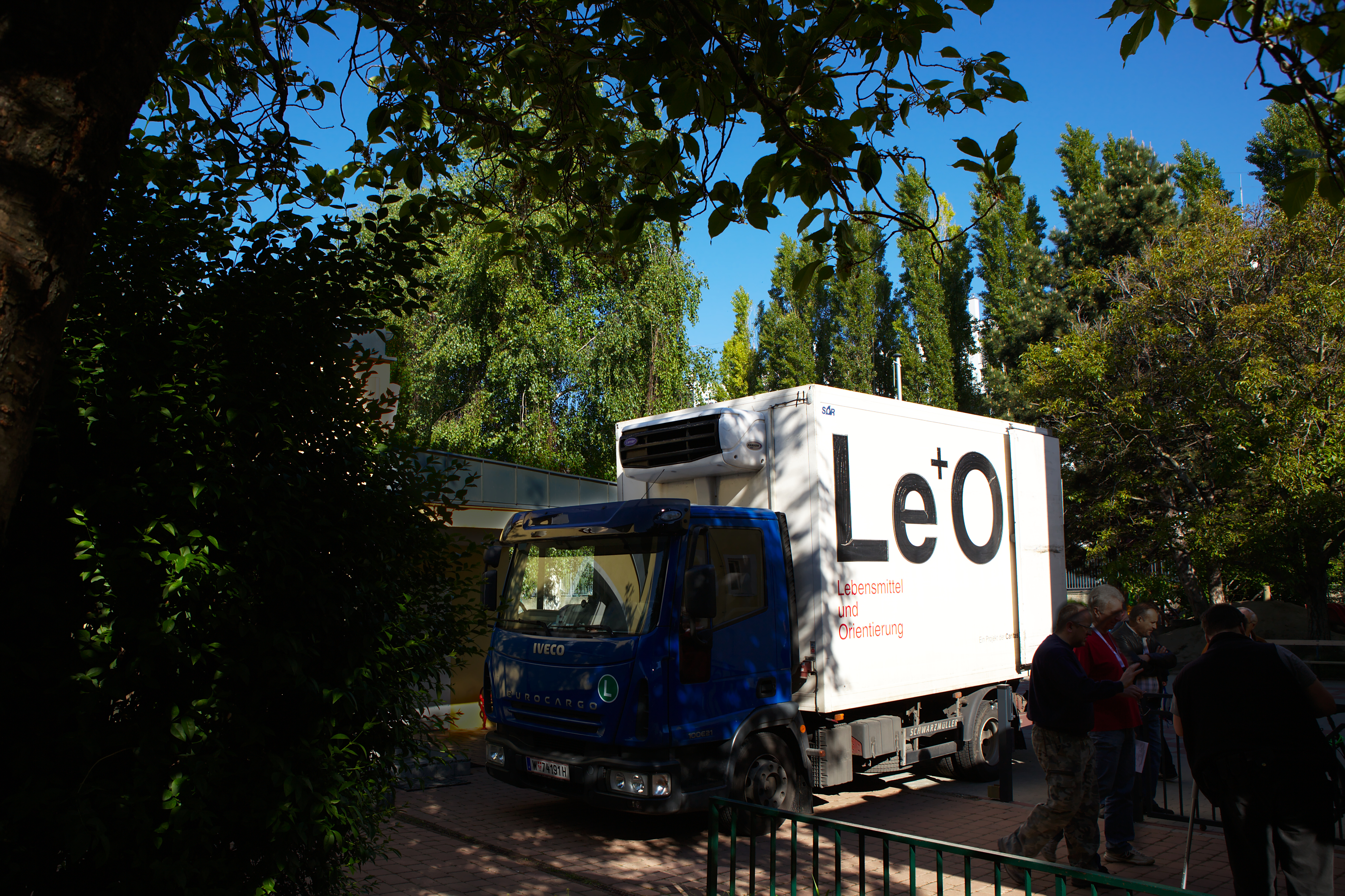
Lieferung für das Projekt Le+O

- Tagesaufenthalt: Speziell für Frauen steht das FrauenWohnzimmer an vier Tagen in der Woche als Rückzugsort zur Verfügung. Das Tageszentrum am Wiener Hauptbahnhof bietet allen Männern und Frauen ab 18 Jahren an sieben Tagen in der Woche einen Ort zum Ausruhen, Duschen und Wäschewaschen. Tagesbetreuung gibt es auch in der Gruft. Die 24 Wärmestuben der Pfarr-Caritas ermöglichten  im Jahr 2017 über 10.000 Personen einen Aufenthalt im Warmen.[4]

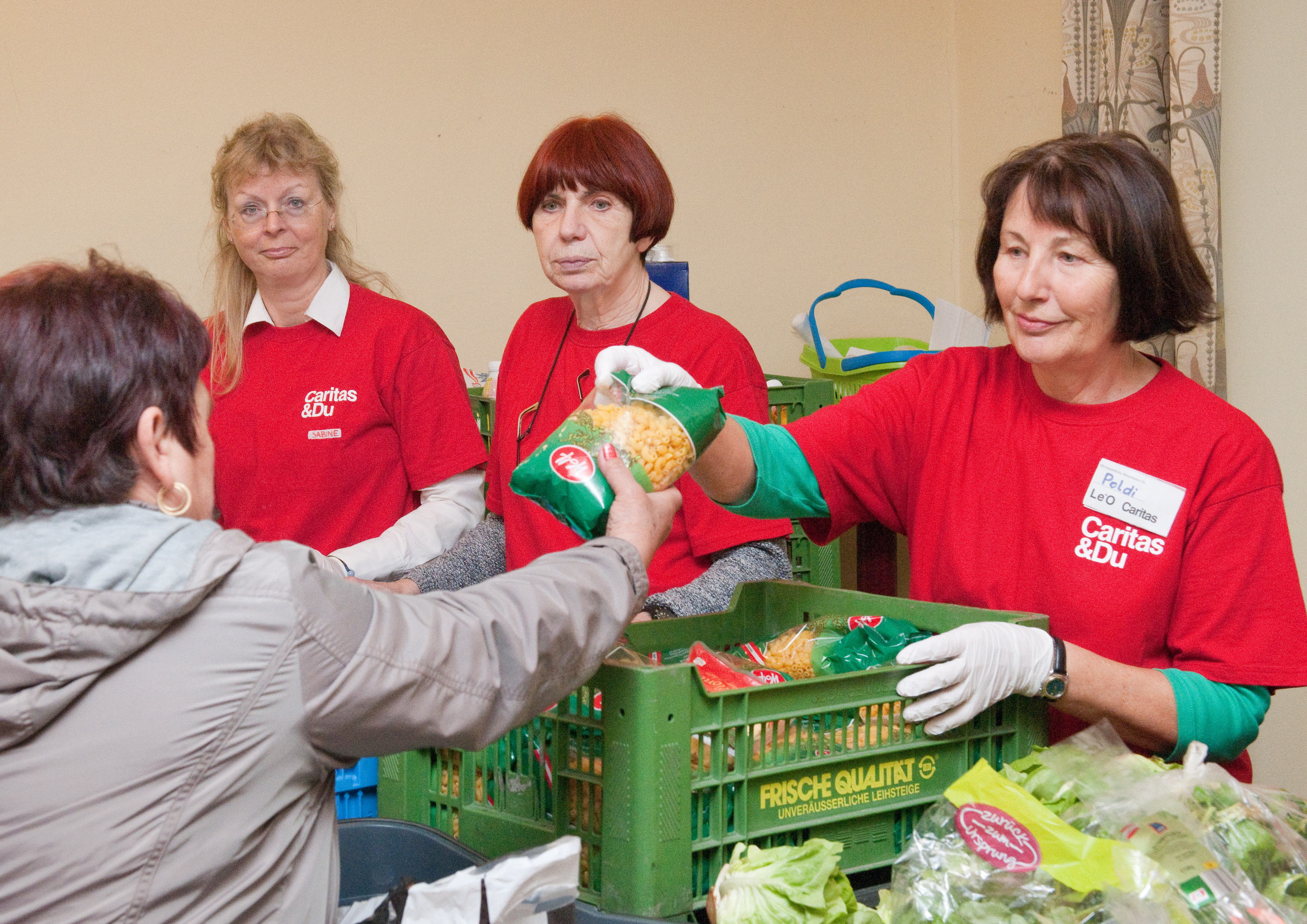
Lebensmittelausgabe beim Projekt Le+O

- Lebensmittel und Mahlzeiten: Jeden Abend bringt der Canisibus eine warme Suppe zu Bedürftigen. Bis zu 450 Portionen werden täglich auf festen Routen durch die Stadt ausgegeben.[5] Auf drei Säulen steht das Projekt Le+O, bei dem Lebensmittel an armutsgefährdete Personen ausgegeben werden: Von Firmen werden Lebensmittel, die nicht mehr verkauft werden können, gesammelt. Die Ausgabe erfolgt wöchentlich von ehrenamtlichen Mitarbeitern. Parallel dazu beraten Sozialarbeiter die Kunden vor Ort kostenlos.
- Medizinische Versorgung: Ärzte und freiwillige Mitarbeiter bringen von Montag bis Freitag im Louisebus kostenlose medizinische Betreuung zu obdachlosen Menschen.
- Kältetelefon: Rund um die Uhr steht in den Wintermonaten ein von Freiwilligen besetztes Kältetelefon zur Verfügung. Hier können besorgte Mitmenschen anrufen, wenn sie Obdachlose in Gefahr sehen. Im Jahr 2023 gingen 9.200 Anrufe ein.[6]

- Kleidung: In den Caritas-Lagern im 5. Wiener Bezirk Margareten und in Wiener Neustadt werden für armutsgefährdete Personen Kleidung mit 70 % Rabatt abgegeben.
- Trauer: Neben Beratung in Einzelbegleitung oder in verschiedenen Trauergruppen werden auch gemeinsame Aktivitäten angeboten.[7]

### Pflege
Ein wesentliches Ziel im Bereich Pflege ist, alte Menschen so lange wie möglich in der eigenen Wohnung zu betreuen. Ist dies nicht mehr möglich, stehen Senioren- und Pflegeheime zur Verfügung. Daneben gibt es Rat und Unterstützung für die Angehörigen.
- Pflege zuhause: Ein einfach zu bedienendes Notruftelefon gewährleistet Hilfe nach einem Sturz oder Schwächeanfall. Pflegehelfer übernehmen Aufgaben im Haushalt und begleiten die Patienten zum Arzt. Diplomierte Krankenpfleger übernehmen die notwendige medizinische Versorgung wie Blutzuckermessung und Verbandwechsel. Physiotherapeuten mobilisieren Pflegebedürftige nach einem Unfall oder nach einer Operation. Für intensive Betreuung wird eine 24-Stunden-Betreuung vermittelt, wobei diplomierte Pflegekräfte regelmäßige Qualitätskontrollen durchführen.[8]
- Wohnhäuser: Wenn ein Leben zu Hause nicht mehr möglich ist, bietet die Caritas Wien und Niederösterreich Ost eine Unterkunft in zwölf Alten- und Pflegeheimen in Wien, Baden, Klosterneuburg und Kirchschlag an.
- Unterstützung für Angehörige: Familienmitglieder, die ihre Angehörigen betreuen, können sowohl Beratung, eine Schulung zum Umgang mit Demenz als auch Entlastung durch eine Kurzzeitpflege zuhause oder in einem Pflegeheim erhalten.[9]

### Hospiz
Sterbenskranke Menschen werden im mobilen Hospiz gratis unterstützt: Ärzte und geschulte freiwillige Mitarbeiter helfen bei der medizinischen Betreuung und der Pflege. Sie entlasten und unterstützen Angehörige stundenweise. Zweimal pro Woche ist das Tageshospiz in Alterlaa geöffnet, wo die Schwerkranken einen Tag mit Entspannung und Betreuung verbringen können.

### Kinder und Familie

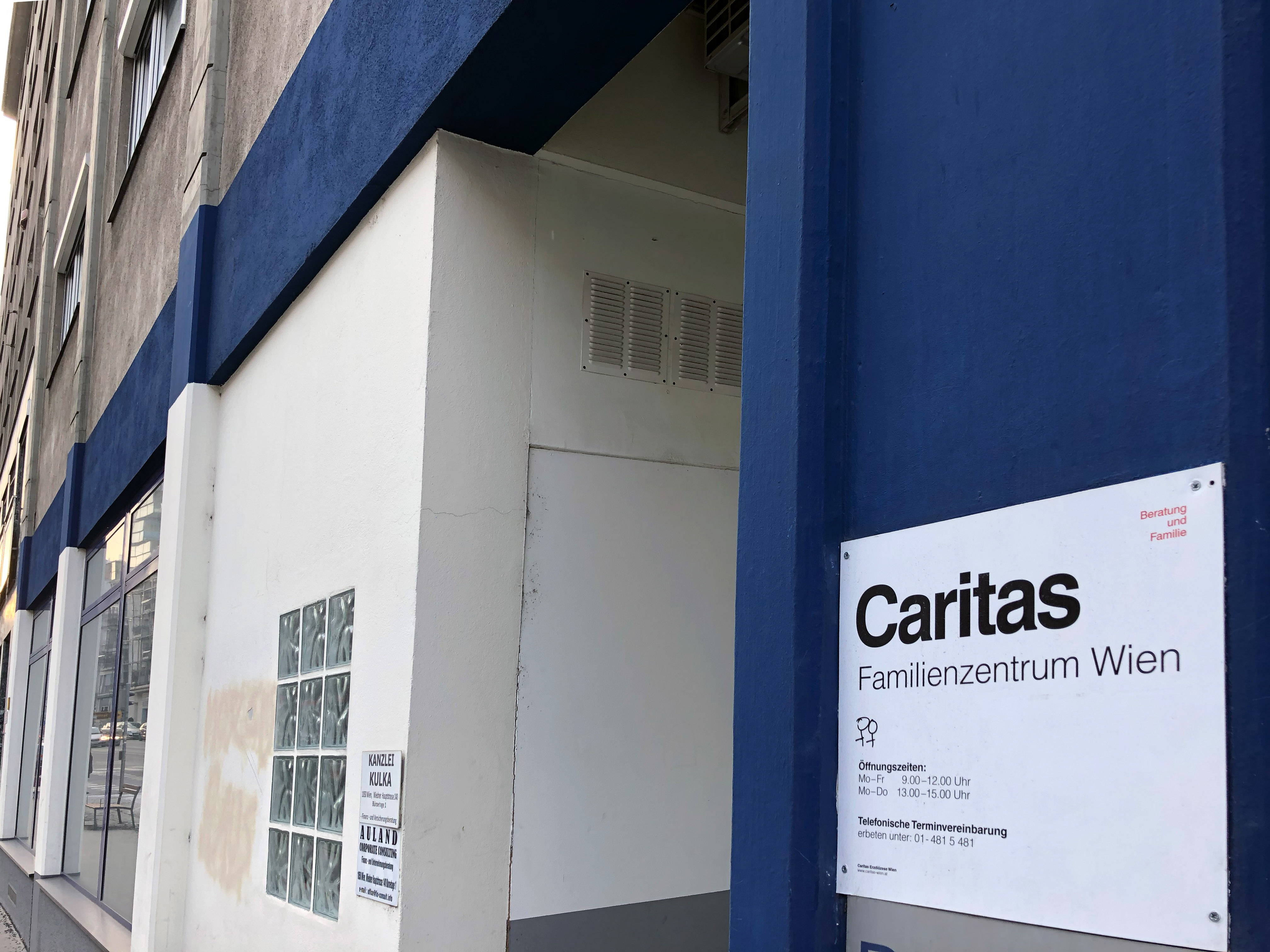
Familienzentrum Wien, Wiedner Hauptstraße 140

- Familienzentren: In den Familienzentren in Wien, Wiener Neustadt, Baden und Mistelbach erhalten Einzelpersonen, Paare oder Familien Beratung und Psychotherapie.[11]
- Mobile Familienhilfe: In Notsituationen übernimmt eine Familienhilfe kurzfristig Kinderbetreuung, Hausarbeiten oder auch Behördenwege. Für Familien mit minderjährigen Kindern, die sich in andauernden Krisen befinden, kann im Auftrag der zuständigen Behörde (MA 11 in Wien oder Bezirkshauptmannschaft in Niederösterreich) ein Team direkt mit und in der Familie Lösungen suchen. Konkret kann es um Beratung bei der Kindeserziehung und die finanzielle Haushaltsplanung ebenso gehen wie um die Strukturierung des Alltags. Eine spezielle Unterstützung gibt es auch für Familien mit behinderten Kindern und Jugendlichen.
- youngCaritas zeigt Jugendlichen, wie man mit kleinen Aktionen schnell Hilfe bringen kann. Beispiele sind Lebensmittelsammeln, Benefizaktionen starten, Abwechslung in Flüchtlings- und Obdachlosenhäuser bringen und Nachhilfeunterricht geben.
- Das Zentrum für Frauengesundheit bietet Frauen und Mädchen mit Migrationshintergrund Beratung und Information zu Ernährung, Lebensstil, Gesundheitsvorsorge, Sexualität und Familienplanung, Schwangerschaft und Geburt. Die Gespräche können auf Arabisch, Englisch, Deutsch, Farsi, Spanisch und Türkisch stattfinden.[12]

### Obdach und Wohnen

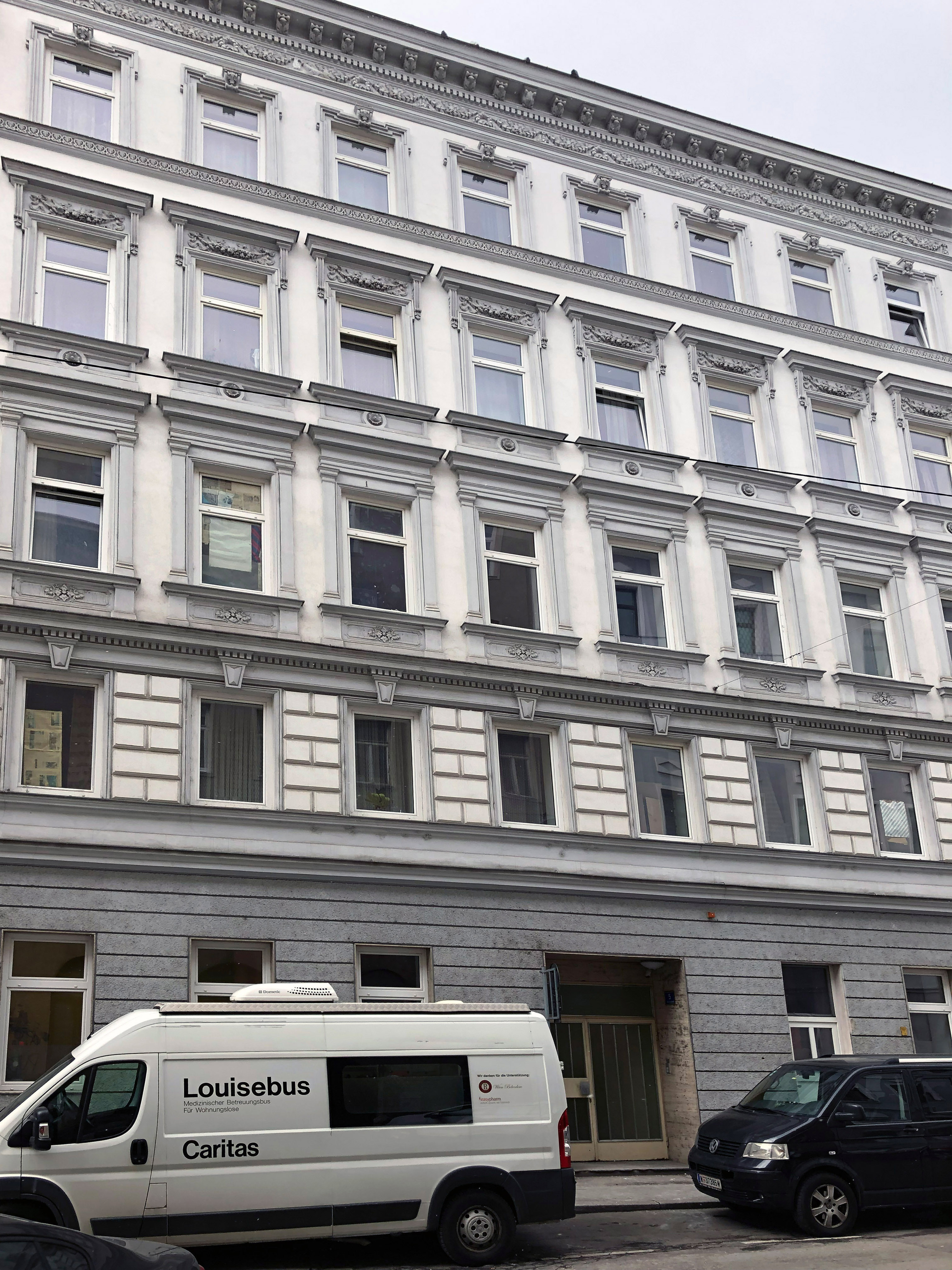
Frauenwohnzentrum Wien

- Für Menschen, die ihre Wohnung verloren haben, stehen kurzfristig die oben beschriebenen „Nothilfen“ zur Verfügung: Beratung, Notschlafstelle, warme Suppe und Tagesaufenthalt.
- Das FrauenWohnZentrum im 2. Wiener Gemeindebezirk bietet 32 Frauen, die das 18. Lebensjahr vollendet haben, ein möbliertes Einzelzimmer mit Kochnische und Dusche.
- Für Mütter mit Kindern gibt es drei Wohnhäuser in Wien.
- Wohnungslose Männer, Frauen und Paare zwischen 18 und 30 Jahren können bis zu zwei Jahre lang im Haus JUCA wohnen. Insgesamt 67 Einzelwohnplätze sowie 16 Schlafplätze in Mehrbettzimmern stehen zur Verfügung.[13]
- Bis zu zwölf junge Männer, auch mit Alkohol- und Drogenproblemen, finden in einer Wohngemeinschaft mit Ein- oder Zweibettzimmern einen Wohnplatz. Aufenthaltsraum, Küche und Sanitärräume müssen geteilt werden.[14]

### Arbeit und Beschäftigung

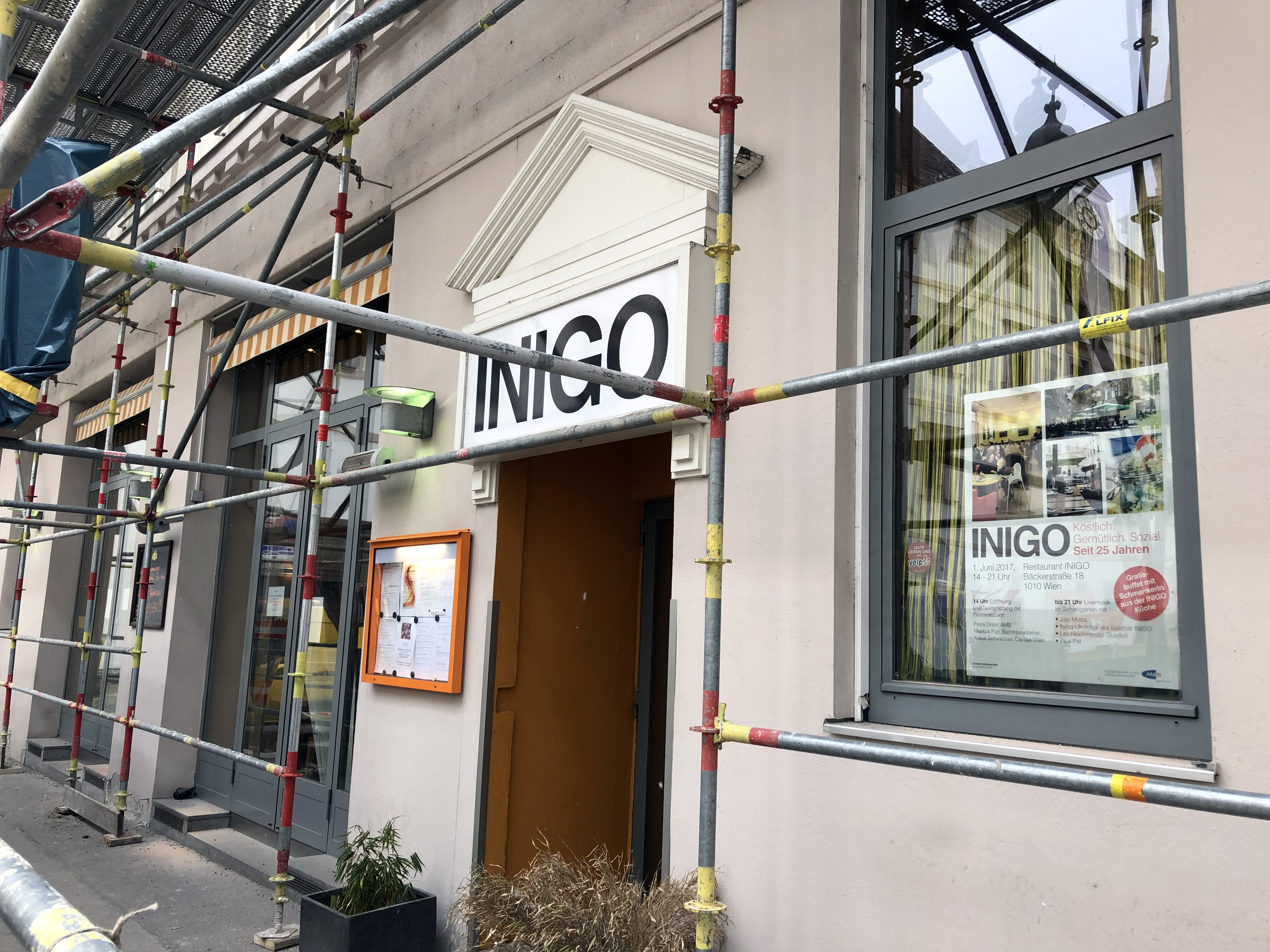
Caritas-Lokal Inigo

Das Ziel beim Thema „Arbeit und Beschäftigung“ ist die Rückführung von arbeitslosen Frauen und Männern in das Berufsleben.
- Beratung: Ein berufsorientiertes Einzelcoaching von bis zu zwölf Monaten und die Organisation von Praktika sollen langfristig ein regelmäßiges Einkommen sichern.Möbeltransport der Caritas

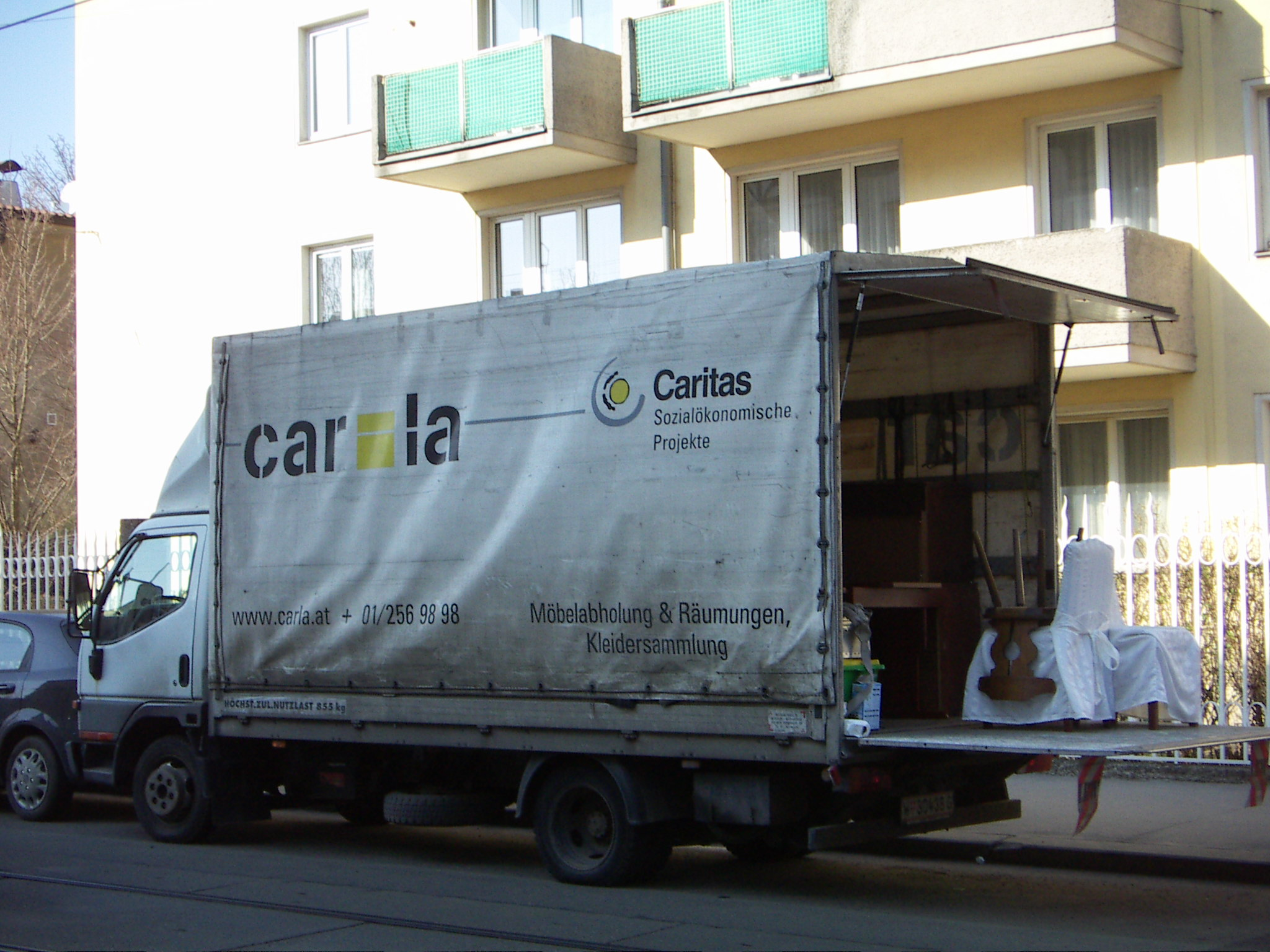
Möbeltransport der Caritas

- Beschäftigungsprojekte: Eine konkrete Erfahrung im Berufsleben ermöglichen die Beschäftigungsprojekte. Der sozialökonomische Betrieb bietet einen befristeten Arbeitsplatz in den Branchen Instandhaltung, Möbeltransport, Grünflächenpflege, Lagerarbeiten, Holzarbeiten/Tischlerei, Verkauf, Maler- und Lackierarbeiten, Bürohilfsdienste, Gastronomie oder Reinigung. Speziell für Jugendliche zwischen 15 und 21 Jahren bietet das Projekt preWork eine erste Anstellung in einer Holz- und Designwerkstatt für sechs Monate. Ähnliches bietet das Projekt reStart im Bereich Recycling für NEET-Jugendliche.[15] Speziell Langzeitarbeitslose erhalten eine befristete Anstellung im Lokal INIGO oder in der Küche im Pflegehaus Schönbrunn. Einsatzmöglichkeiten sind Service, Küche, Catering oder Reinigung. In den Bereichen Kassa, Feinkost, Trockensortiment, Obst und Gemüse, Regalbetreuung und Reinigung bietet die Zusammenarbeit mit Spar und dem AMS Wien eine befristete Anstellung in einem Lebensmittelmarkt im 10. Wiener Gemeindebezirk.[16]
- Social Business: Unter der Dachmarke „magdas“ realisiert die Caritas Wien Social-Business-Projekte. Das Konzept geht auf den Friedensnobelpreisträger Muhammad Yunus zurück. Das Ziel ist, Menschen mit geringen Jobchancen und unterschiedlichen kulturellen Hintergründen zusammenzubringen und sinnvolle Arbeitsplätze in der freien Wirtschaft zu schaffen. Projekte sind ein Hotel in Wien 2, ein Restaurant in Wien 10, Facility Management für die Erzdiözese Wien, zwei Großküchen für die Pflegehäuser der Caritas Wien, das Recycling von Mobiltelefonen (Ö3-Wundertüte) und ein Spar-Markt in Bad Pirawarth.[17]

### Asyl und Integration
Für Flüchtlingsfamilien bietet die Caritas Wien:
- Beratung für Flüchtlinge und Migranten: Inhalte sind sowohl die Abklärung asylrechtlicher Perspektiven und die Vorbereitung zur Einvernahme beim Bundesamt für Fremdenwesen und Asyl als auch eine Rückkehrberatung und die Unterstützung bei der Beschaffung von Reisedokumenten sowie die Hilfe bei der Herstellung von Kontakten zu Angehörigen im Heimatland.[18]
- Ausbildung und Arbeit: Schwerpunkte sind hier Deutschkurse mit begleitender Sozialberatung. Daneben werden auch Bildungsberatungen zum Thema Arbeitsmarkt und ein Arbeitstraining für Asylberechtigte im Integrationsjahr angeboten.
- Wohnen: Speziell für unbegleitete Minderjährige stehen Wohngemeinschaften zur Verfügung. Daneben gibt es Wohnhäuser für Erwachsene sowie einige Startwohnungen.
- Miteinander: Vorträge, Workshops, Trainings zum Kennen- und Verstehen-Lernen sollen helfen, Vorurteile abzubauen.[19]

### Menschen mit Behinderung
- Für Kinder und Jugendliche mit Behinderung gibt es in Wien vier Wohngemeinschaften mit Einzel- oder Doppelzimmern, medizinischer Betreuung und Therapieangeboten mit dem Ziel, wieder am gesellschaftlichen Leben teilnehmen zu können. Für betroffene Familien werden Freizeitgestaltungen und Hilfe bei der Erziehung sowie der Zusammenarbeit mit Kindergarten und Schule angeboten. Die Caritas Wien betreibt auch die Schule am Himmel für behinderte Kinder. Seit 2015 wird sie als Inklusionsschule geführt.[20]
- Tagesstätten: Sowohl in Wien als auch im Wein- und im Industrieviertel gibt es Tagesstätten, die behinderten Menschen Beschäftigung in verschiedenen Gruppen anbieten: zum Beispiel sensorische Gruppen mit Angeboten für alle Sinne, Kreativgruppen zur Arbeit mit verschiedenen Materialien oder lebenspraktische Gruppen für alltägliche Arbeiten wie dem gemeinsamen Kochen. Siehe: Ehemalige Propstei Unternalb
- Leben mit Hirnschädigung: Für Menschen mit komplexer Hirnschädigung stehen in Wiener Neustadt eine vollbetreute Wohngruppe und eine Tagesstätte zur Verfügung.
- Menschen mit psychischer Erkrankung werden in Wien im Sozialpsychiatrischen Zentrum ambulant beraten. Schwerpunkt ist die Betreuung von schizophrenen Menschen. In Wiener Neustadt werden in voll- und teilbetreuten Wohngruppen Arbeiten in Werkstätten, kognitives Training, Musiktherapie sowie Clubs zur Förderung der sozialen Reintegration angeboten.[21]

### Pfarrcaritas
Für die Arbeit in den Pfarren bietet die Caritas Wien Begleitung in der Planung und Umsetzung von Pfarrcaritas-Projekten, Weiterbildung und Informations- und Arbeitsunterlagen an.

## Finanzierung
Die Einnahmen der Caritas Wien und Niederösterreich Ost setzen sich größtenteils aus Entgelten für Dienstleistungen (82 %) sowie Spenden (7 %) und Subventionen (9 %) zusammen. Im Jahr 2023 betrug das Gesamtbudget 510.187.000 Euro. Laut Bundesministerium für Finanzen sind Spenden an die Caritas der Erzdiözese Wien steuerlich als Sonderausgaben absetzbar.
Die Ausgaben nach Leistungsbereichen sind:
| Bereich                                     | Tausend Euro |
| ------------------------------------------- | ------------ |
| Betreuung, Pflegewohnhäuser                 | 64.710       |
| Menschen mit Behinderung                    | 54.738       |
| Pflege zuhause, Hospiz                      | 53.656       |
| Asyl, Migration und Integration             | 44.197       |
| Menschen in Not                             | 26.712       |
| Beschäftigungsprojekte                      | 17.179       |
| Auslandshilfe                               | 10.047       |
| Familien                                    | 6.227        |
| Nothilfe Flüchtlinge                        | 3.364        |
| Kinder und Jugend                           | 2.601        |
| Pfarrcaritas                                | 2.220        |
| Schulungen                                  | 1.611        |
| Auszahlung im Auftrag der öffentlichen Hand | 54.074       |
| Administration und Infrastruktur            | 14.736       |
| Aufwand Spendenbeschaffung                  | 2.366        |
| Vorsorge Projekte 2018                      | 1.625        |
| SUMME                                       | 360.108      |

Aufschlüsselung der Mittelherkunft:
| Hier fehlt eine Grafik, die leider im Moment aus technischen Gründen nicht angezeigt werden kann. Wir arbeiten daran!Pflegewohnhäuser | Hier fehlt eine Grafik, die leider im Moment aus technischen Gründen nicht angezeigt werden kann. Wir arbeiten daran!Menschen mit Behinderung | Hier fehlt eine Grafik, die leider im Moment aus technischen Gründen nicht angezeigt werden kann. Wir arbeiten daran!Pflege zuhause | Hier fehlt eine Grafik, die leider im Moment aus technischen Gründen nicht angezeigt werden kann. Wir arbeiten daran!Asyl und Integration |

| Hier fehlt eine Grafik, die leider im Moment aus technischen Gründen nicht angezeigt werden kann. Wir arbeiten daran!Menschen in Not | Hier fehlt eine Grafik, die leider im Moment aus technischen Gründen nicht angezeigt werden kann. Wir arbeiten daran!Beschäftigungsprojekte | Hier fehlt eine Grafik, die leider im Moment aus technischen Gründen nicht angezeigt werden kann. Wir arbeiten daran!Auslandshilfe | Hier fehlt eine Grafik, die leider im Moment aus technischen Gründen nicht angezeigt werden kann. Wir arbeiten daran!Familien |

| Hier fehlt eine Grafik, die leider im Moment aus technischen Gründen nicht angezeigt werden kann. Wir arbeiten daran!Nothilfe Flüchtlinge | Hier fehlt eine Grafik, die leider im Moment aus technischen Gründen nicht angezeigt werden kann. Wir arbeiten daran!Kinder und Jugend | Hier fehlt eine Grafik, die leider im Moment aus technischen Gründen nicht angezeigt werden kann. Wir arbeiten daran!Pfarrcaritas | Hier fehlt eine Grafik, die leider im Moment aus technischen Gründen nicht angezeigt werden kann. Wir arbeiten daran!Schulungen |